# Sillé-le-Philippe
Sillé-le-Philippe ist eine französische Gemeinde mit 1.080 Einwohnern (Stand: 1. Januar 2022) im Département Sarthe in der Region Pays de la Loire. Sie gehört zum Arrondissement Mamers und zum Kanton Savigné-l’Évêque (bis 2015: Kanton Montfort-le-Gesnois). Die Einwohner werden Silléens genannt.

## Geographie
Sillé-le-Philippe liegt etwa 16 Kilometer nordöstlich von Le Mans am Vive Parence. Umgeben wird Sillé-le-Philippe von den Nachbargemeinden Beaufay im Norden und Nordwesten, Torcé-en-Vallée im Norden und Nordosten, Lombron im Osten, Saint-Corneille im Süden sowie Savigné-l’Évêque im Westen und Südwesten.

## Bevölkerungsentwicklung
| Jahr                      | 1962 | 1968 | 1975 | 1982 | 1990 | 1999 | 2006 | 2013 |
| Einwohner                 | 668  | 654  | 695  | 735  | 803  | 867  | 1033 | 1098 |
| Quelle: Cassini und INSEE |      |      |      |      |      |      |      |      |

## Sehenswürdigkeiten

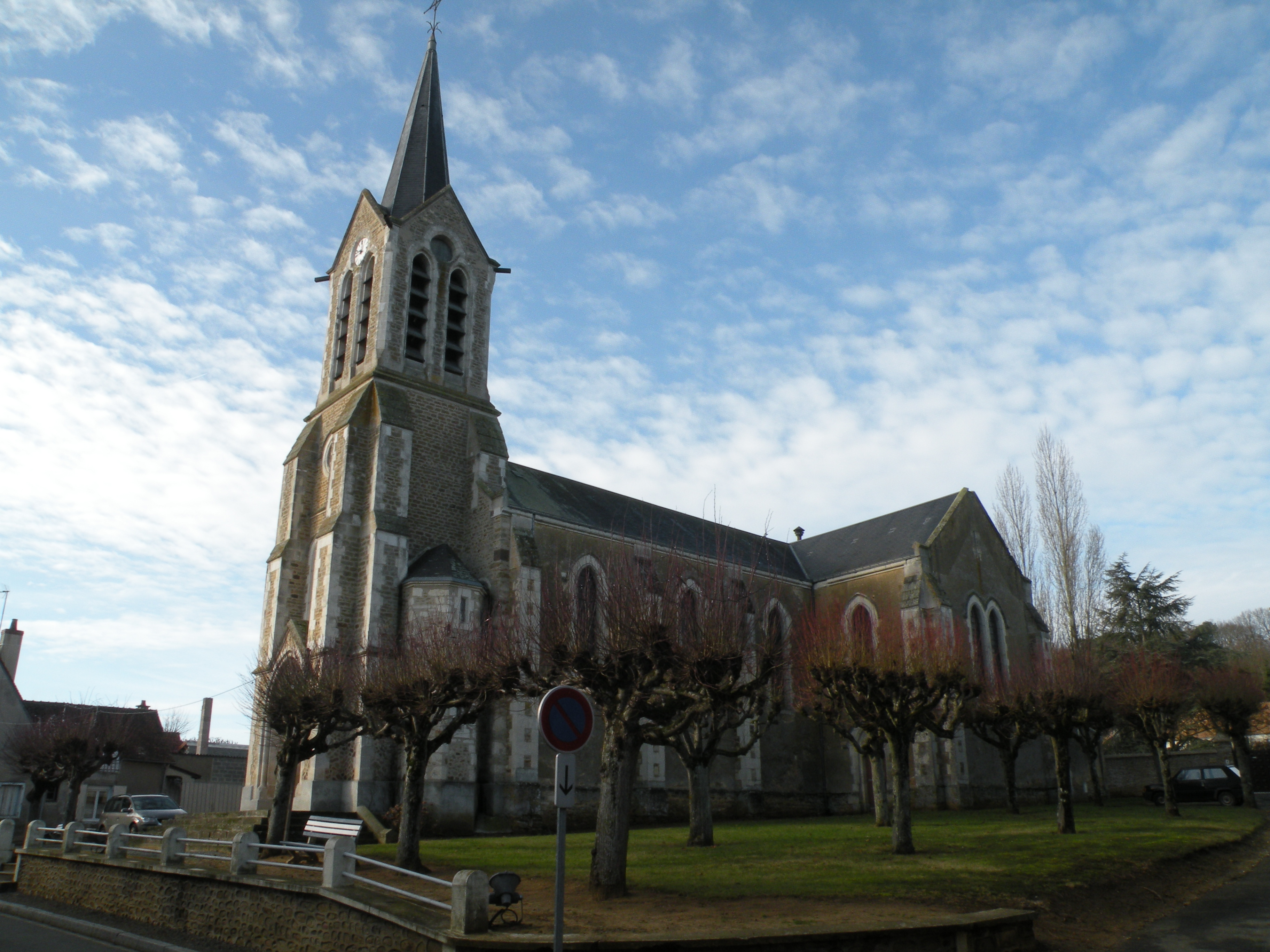
Kirche Saint-Pierre

- Kirche Saint-Pierre aus dem 12. Jahrhundert
- Schloss Boisdoublé aus dem Jahre 1625, Domäne
- Schloss Passay aus dem 17. Jahrhundert, Monument historique seit 1993
- Schloss Chanteloup aus dem Jahre 1815
- Schloss Boisrier